# Dynasty (4.ª temporada)
A quarta temporada de Dynasty, uma série de televisão norte-americana baseada na novela do horário nobre dos anos 1980 do mesmo nome, foi encomendada pela The CW em 7 de janeiro de 2020 e estreou em 7 de maio de 2021. A temporada é produzida pela CBS Television Studios, com Josh Reims como showrunner e produtor executivo ao lado dos produtores executivos Josh Schwartz e Stephanie Savage.
A quarta temporada é estrelada por Elizabeth Gillies como Fallon Carrington, Grant Show como seu pai Blake Carrington, Daniella Alonso como a nova esposa de Blake, Cristal, Sam Underwood como o filho mais velho de Blake, Adam Carrington, Robert Christopher Riley como o ex-motorista Michael Culhane, Sam Adegoke como o bilionário de tecnologia Jeff Colby, Rafael de la Fuente como Sam Jones, o ex-marido do meio-irmão de Fallon, Steven, Adam Huber como o noivo de Fallon, Liam Ridley, Alan Dale como Joseph Anders, o mordomo dos Carrington, Maddison Brown como filha de Anders, Kirby, Michael Michele como Dominique Deveraux, meia-irmã de Blake e mãe de Jeff e Monica Colby (Wakeema Hollis), e Elaine Hendrix como a ex-esposa de Blake, Alexis Carrington, a mãe de Adam, Steven, Fallon e Amanda. Personagens recorrentes notáveis apresentados na quarta temporada incluem Wil Traval como o Padre Caleb Collins, o amante de Cristal, e Eliza Bennett como Amanda Carrington, a filha secreta de Alexis com Blake.
Esta temporada estreou na Netflix mundialmente em 22 de outubro de 2021.

## Elenco e personagens

### Principal
- Elizabeth Gillies como Fallon Carrington, uma herdeira e empresária, filha do bilionário Blake Carrington e sua primeira esposa, Alexis, e casada com Liam
- Daniella Alonso como Cristal Jennings Carrington, uma amiga próxima da falecida segunda esposa de Blake, que se torna sua terceira esposa
- Elaine Hendrix como Alexis Carrington-Colby, a ex-esposa de Blake, e Jeff; e mãe de Adam, Steven, Fallon e Amanda.
- Rafael de La Fuente como Samuel Josiah "Sammy Jo" Jones Carrington, sobrinho da segunda esposa de Blake, Cristal, e ex-marido de Steven Carrington
- Sam Underwood como Adam Carrington, o filho mais velho de Blake e Alexis, um médico que foi sequestrado quando criança
- Michael Michele como Dominique Deveraux, a mãe de Jeff e Monica e meia-irmã de Blake
- Robert Christopher Riley como Michael Culhane, ex-noivo de Fallon, ex-motorista dos Carrington
- Sam Adegoke como Jeff Colby, um jovem rival de negócios de Blake que acabou revelando ser seu sobrinho
- Maddison Brown como Kirby Anders, filha de Joseph e melhor amiga de Sam
- Adam Huber como Liam Ridley, ex-marido de Fallon e noivo
- Alan Dale como Joseph Anders, o mordomo dos Carrington
- Grant Show como Blake Carrington, bilionário viúvo e pai de Adam, Fallon e Amanda com sua primeira esposa, Alexis

### Recorrente
- Wil Traval como Padre Caleb Collins, o capelão do hospital e amante de Cristal
- Lachlan Buchanan como Ryan, um stripper com quem Sam se casa
- Ashley Day como Colin McNaughton, o inimigo da faculdade de Fallon
- Luke Cook como Oliver Noble, ex-namorado australiano de Kirby
- David Aron Damane como Leo Abbott, um empreiteiro duvidoso
- Kara Royster como Eva, a nova assistente de Fallon
- Eliza Bennett como Amanda Carrington, filha secreta de Alexis e Blake, uma advogada criada na Europa

### Convidado
- Sharon Lawrence como Laura Van Kirk, a mãe de Liam
- Ken Kirby como Evan Tate, o irmão mais velho da amiga de infância de Fallon, Trixie
- Roxzane Mims como Granny, a mãe de Dominique
- Christian Ochoa como Victor Diaz, um jogador do Atlantix
- Brian Littrell como ele mesmo
- Coby Ryan McLaughlin como Vice-Comissário Dawkins
- Wakeema Hollis como Monica Colby, irmã de Jeff
- Kelsey Scott como Martina, a assistente interina de Fallon
- Shannon Thornton como Mia, uma amiga de faculdade de Jeff que se envolve romanticamente com Jeff e Michael
- Jesse Henderson como Nash Martinez, um amigo de faculdade de Liam
- Daniel Di Tomasso como Fletcher Myers, um consultor de relações públicas que é ex de Sam
- Corbin Bleu como Blaine, um cliente da La Mirage
- Laura Leighton como Corinne Simon, uma agente da Comissão de Valores Mobiliários
- Kevin Kilner como Bill North, um senador que Liam acredita estar envolvido no assassinato de seu pai
- Stephanie Kurtzuba como Katy Lofflan, chefe de gabinete de North
- Ramón De Ocampo como Nolan Jamison, um magnata da tecnologia e amigo de Jeff
- Daniela Lee como Jeanette, uma empregada dos Carrington
- NeNe Leakes como ela mesma
- Geovanni Gopradi como Roberto "Beto" Flores, Cristal's brother
- Randy J. Goodwin como Brady Lloyd, ex-marido de Dominique

## Episódios
| N.º na série | N.º na temp. | Título                                                                                        | Dirigido por        | Escrito por                   | Exibição original      | Audiência (milhões) |
| --- | ------------ | --------------------------------------------------------------------------------------------- | ------------------- | ----------------------------- | ---------------------- | ------------------- |
| 65 | 1            | "That Unfortunate Dinner" "(Aquele Jantar Infeliz)" (BR)                                      | Michael A. Allowitz | Libby Wells                   | 7 de maio de 2021      | 0.24                |
| Os planos de casamento de Fallon sofrem um revés após o outro, incluindo a chegada da mãe de Liam, Laura. Blake tenta se reconciliar com Cristal enquanto ele luta para manter sua empresa à tona. Ele oferece todos os seus bens pessoais como garantia para um empréstimo, sem saber que os credores são, na verdade, Jeff e Alexis. Sam e Ryan anulam o casamento, mas vão a um encontro. Dominique busca financiamento para sua linha de pijamas, mas não adianta. Ela tenta consertar as cercas com sua mãe, que dá a Dominique uma chave do cofre deixada para ela por Thomas. O jantar de ensaio de Fallon e Liam é arruinado quando Kirby inadvertidamente revela o caso de Cristal a todos, e Cristal chama Blake por dormir com Laura. Com Anders investigando seu passado em Montana, Adam admite seus crimes para Kirby. Evan é revelado como o sabotador do casamento. |              |                                                                                               |                     |                               |                        |                     |
| 66 | 2            | "Vows Are Still Sacred" "(Os Votos Ainda São Sagrados)" (BR)                                  | Michael A. Allowitz | Josh Reims & Jenna Richman    | 14 de maio de 2021     | 0.25                |
| Fallon torce o tornozelo na manhã de seu casamento com Liam. Adam dá a Alexis e Jeff as informações de que precisam para garantir que Blake não possa pagar o empréstimo. Tendo herdado os direitos minerais das terras abaixo da Mansão Carrington, Dominique se oferece para vendê-los a Blake, que recusa. Alexis e Jeff revelam a Blake que compraram o empréstimo e serão os donos da Mansão se ele não pagar em uma hora. Furiosa com os pais, Fallon pede a Liam para fugir e se casar no teatro de sua escola. Procurando Fallon na Mansão, Evan esfaqueia Kirby e usa seu telefone para encontrar Fallon. Dominique se oferece para vender os direitos minerais para Alexis, e eles unem forças. Fallon e Liam se casam, mas o obcecado Evan aparece com uma faca. Liam e Blake trabalham juntos contra Evan, mas Blake e Evan caem no fosso da orquestra. |              |                                                                                               |                     |                               |                        |                     |
| 67 | 3            | "The Aftermath" "(O Dia Seguinte)" (BR)                                                       | Pascal Verschooris  | Christopher Fife              | 21 de maio de 2021     | 0.24                |
| Kirby e Blake sobrevivem, mas Blake está temporariamente paralisado. Alexis já se mudou para a Mansão, mas Fallon insiste que Blake permaneça lá até que se recupere. Alexis e Jeff concordaram em se divorciar amigavelmente, mas ela consegue que ele financie sua escavação de diamantes sem mencionar que sua mãe Dominique é sua parceira. Quando Jeff descobre a verdade, ele tira seu dinheiro do empreendimento. Anders tenta manter Adam longe de Kirby e o leva a uma confissão sobre a morte de sua mãe adotiva. Fallon insiste em cuidar de Blake e Kirby por si própria, mas falha miseravelmente. Cristal planeja deixar Blake por Caleb, mas Blake a manipula para se tornar sua fisioterapeuta. Traumatizado pelo ataque de Evan, Fallon tem medo de deixar a Mansão. Alexis tenta aumentar o acordo de divórcio de Jeff para pagar pela escavação, mas ele rebate o fato de que ainda possui metade da Mansão e pretende se mudar. |              |                                                                                               |                     |                               |                        |                     |
| 68 | 4            | "Everybody Loves The Carringtons" "(Todo Mundo Adora os Carringtons)" (BR)                    | Andi Behring        | David M. Israel               | 28 de maio de 2021     | 0.19                |
| Fallon e Liam voltam para casa de sua lua de mel para encontrar Jeff e Alexis lutando na Mansão sobre os termos de seu divórcio, e Blake saindo para se mudar para La Mirage. Ansioso para provar ao mundo que os Carringtons não estão implodindo, Fallon consegue uma grande entrevista para a mídia que é posteriormente ameaçada pelo caos que está acontecendo na Mansão. Sam exagera enviando presentes para Ryan. Blake tenta voltar às boas graças de Cristal, mas ela diz a ele que o está deixando por Caleb. Blake concede, mas depois ameaça a vida de Caleb. Michael descobre uma rede de jogos dirigida pelo vice-comissário da Liga e ameaça ir a público. |              |                                                                                               |                     |                               |                        |                     |
| 69 | 5            | "New Hopes, New Beginnings" "(Novas Esperanças, Novos Começos)" (BR)                          | Geary McLeod        | Jason Ganzel                  | 4 de junho de 2021     | 0.23                |
| Michael pensa em vender o Atlantix. Ele planeja neutralizar o vice-comissário fazendo com que Sam lhe ofereça um suborno, mas o comissário propõe a Sam em vez disso. Os esforços de Fallon como o rosto da nova dinastia Carrington saiu pela culatra, e seus planos cuidadosamente traçados desmoronaram um por um. Jeff e Dominique descobrem que a avó morreu e Monica volta. O elogio sincero de Dominique e as promessas de ser uma mãe melhor começam a descongelar seu relacionamento gelado com Jeff e Monica. Sam faz com que o comissário se incrimine, o que Michael usa para forçá-lo a aprovar um consórcio de compradores afro-americanos e depois renunciar. Cristal confronta Blake sobre ameaçar Caleb. Blake se desculpa, mas manipula o bispo para tornar impossível para Caleb deixar a igreja. Reconhecendo o compromisso de Caleb com seu trabalho, Cristal termina o relacionamento. |              |                                                                                               |                     |                               |                        |                     |
| 70 | 6            | "A Little Father-Daughter Chat" "(Conversa Entre Pai e Filha)" (BR)                           | Star Barry          | Aubrey Villalobos Karr        | 11 de junho de 2021    | 0.25                |
| O primeiro dia de Blake trabalhando para Fallon coloca sua empresa em turbulência, mas ela tenta suportar pelo bem da unidade familiar. Depois de vender o Atlantix, Michael se sente desconfortável em gastar sua nova fortuna. Blake faz incursões com Cristal ao arranjar tempo para ela durante seu dia de trabalho. Adam espera se tornar chefe de equipe do hospital, mas sua nêmesis, Dra. Bailey, jura conseguir o emprego sozinha e arruiná-lo no processo. Ryan é aceito em uma faculdade de direito em Atlanta, mas só pode se dar ao luxo de cursar uma em Nova Orleans. Querendo que Ryan fique em Atlanta, mas sabendo que não aceitará dinheiro dele, Sam consegue uma bolsa falsa, o que só piora as coisas. Blake continua a ignorar a liderança de Fallon, então ela o despede. Kirby ajuda Adam a sabotar a apresentação do Dr. Bailey. Blake e Cristal se beijam, e seu conselho leva Blake a se desculpar com Fallon. Michael acalma as coisas entre Sam e Ryan oferecendo um empréstimo a Ryan e convencendo-o das boas intenções de Sam. Anders vê Cristal quase desmaiar no La Mirage, mas ela insiste que não há nada de errado. |              |                                                                                               |                     |                               |                        |                     |
| 71 | 7            | "The Birthday Party" "(A Festa de Aniversário)" (BR)                                          | Kenny Leon          | Katrina Cabrera Ortega        | 18 de junho de 2021    | 0.28                |
| Fallon secretamente convida Nash, amigo de faculdade de Liam, para ir a Atlanta para distrair Liam enquanto ela fecha um acordo. Desaprovando o relacionamento de Adam com Kirby, Alexis planeja uma festa de aniversário para Adam na mesma noite da festa de Kirby. Alexis convidou a diretoria do hospital e manipula Adam para que escolha sua festa e não convide Kirby. Michael é confundido com um garçom em um evento de caridade, mas concorda com isso para passar um tempo com a coordenadora do evento, Mia. Blake finge simpatia por Dominique e tenta convencê-la de que seus direitos minerais não valem nada, mas ela e Alexis reconhecem o ardil. Nash tenta beijar Fallon e então tenta chantageá-la, mas Fallon o engana para que ele revele suas maquinações na frente de Liam. A mina de Alexis e Dominique produz seu primeiro punhado de diamantes. Agora ciente da verdadeira identidade de Michael, Mia rejeita seus avanços. Kirby se infiltra na festa e consegue fortalecer seu relacionamento com Adam e frustrar os planos de Alexis de se livrar dela. Blake e Dominique, tendo enganado Alexis sobre a viabilidade da mina de diamantes, discutem seu plano de retomar a Mansão Carrington. Alexis convida Oliver, ex-namorado de Kirby, para ir a Atlanta. |              |                                                                                               |                     |                               |                        |                     |
| 72 | 8            | "Your Sick and Self-Serving Vendetta" "(Uma Vingança Doentia e Egoísta)" (BR)                 | Melanie Mayron      | Libby Wells                   | 25 de junho de 2021    | 0.23                |
| Fletcher, recentemente divorciado, reaparece querendo voltar com Sam. Blake e Dominique aumentam a pressão sobre Alexis com um processo falso e a convencem de que a Mansão está afundando. Fallon fica cara a cara com seu rival da faculdade, Colin, pelas terras que ela comprou na Escócia. Ela planeja usar fotos incriminatórias como alavanca contra ele, mas muda de ideia e encontra outra maneira de começar a construir no site. Sam resiste aos avanços de Fletcher, mas cai na cama com ele depois de se sentir negligenciado por Ryan. Alexis devolve a Mansão a Blake, que posteriormente revela tudo o que fez para virar o jogo contra ela. Jeff e Michael perseguem Mia. Michael dá um passo para trás para preservar sua amizade com Jeff, mas Mia o beija e deixa claro que quer namorar os dois homens. Cristal confidencia a Adam que tem um tumor no cérebro. Alexis confronta Dominique sobre sua traição, e sua briga de gato desencadeia um colapso que os prende em sua mina. |              |                                                                                               |                     |                               |                        |                     |
| 73 | 9            | "Equal Justice for the Rich" "(Justiça para os Ricos)" (BR)                                   | Melanie Mayron      | Bryce Schramm                 | 2 de julho de 2021     | 0.20                |
| A tensão é alta entre Alexis e Dominique, pois eles permanecem presos na mina. Adam mantém o segredo de Cristal, mas diz a ela que seu tumor está no estágio 4 e aparentemente inoperável. Jeff e Michael competem entre si pelo afeto de Mia, mas a escalada a leva a terminar com os dois. Fallon espera que a funcionária da SEC, Corinne Simon, analise a papelada para que sua empresa abra o capital. Com o oxigênio diminuindo, Alexis e Dominique fazem as pazes um com o outro. Oliver, ex-namorado de Kirby, aparece no La Mirage. Dominique admite que ainda é casada com seu segundo marido e Alexis confessa que teve uma filha ilegítima que está sendo criada por um parente na Europa. A investigação de Liam sobre a conexão de Corinne com o escândalo de insider trading de seu pai ameaça os objetivos de Fallon. Jeff e Michael resgatam Alexis e Dominique. Cristal decide não contar a Blake sobre sua condição ainda. Corinne revela sua suspeita de que a morte acidental do pai de Liam foi na verdade um assassinato. |              |                                                                                               |                     |                               |                        |                     |
| 74 | 10           | "I Hate to Spoil Your Memories" "(Celebrando Novas Lembranças)" (BR)                          | Ayoka Chenzira      | Elaine Loh                    | 16 de julho de 2021    | 0.26                |
| Fallon tenta pressionar Jeff a se tornar um membro de seu conselho e, em seguida, localizar um hacker que está pirateando informações de sua empresa. Oliver continua levando Kirby por um caminho de modelo e abuso de cocaína. Cristal deixa de contar a Blake sobre seu tumor e opta por morar em abandono com ele, optando por tratamentos de alto risco. Adam e Anders reconhecem que Kirby está com problemas, o último conectando a agenda de Oliver a Alexis. Sam perde Ryan, Fletcher e seu contrato de expansão pendente de uma só vez, quando todos aparecem no mesmo clube de strip masculino, mas começa um negócio com Michael. Fallon reconhece como ela foi injusta com Jeff no passado e pede desculpas a ele. O hacker está procurando informações sobre Liam e sua investigação, não de Fallon Unlimited. |              |                                                                                               |                     |                               |                        |                     |
| 75 | 11           | "A Public Forum for Her Lies" "(Opinião Pública)" (BR)                                        | Jay Karas           | Liz Sczudlo                   | 23 de julho de 2021    | 0.25                |
| A chantagem e o engano típicos influenciam os negócios atuais da família. Anders coage Alexis a largar Oliver, o que ela faz destruindo sua câmera e as provas fotográficas. A luta de Sam e Michael para entrar em sincronia resulta na contratação de empreiteiros corruptos para a extensão do La Mirage. Adam fecha o atendimento médico a um parente de um médico adversário até que o hospital aprove o financiamento para testes clínicos de um novo medicamento para Cristal. Dominique descobre que sua linha de moda não será exibida em uma exposição de prestígio por causa de sua idade. Fallon desiste do conselho de Blake para mentir para seus investidores e, em vez disso, divulga um vínculo recente com um jovem influenciador social que promove o IPO da empresa. Blake, Alexis, Dominique, Kirby e Oliver são despedidos devido a suas escolhas distorcidas. |              |                                                                                               |                     |                               |                        |                     |
| 76 | 12           | "Everything but Facing Reality" "(Tudo Menos a Verdade)" (BR)                                 | Brandi Bradburn     | Garrett Oakley                | 30 de julho de 2021    | 0.26                |
| Liam retorna a Atlanta obcecado em expor a rede de negociações privilegiadas conectada a seu falecido pai e ao senador North da Geórgia. Blake se distrai de sua nova companhia aérea quando finalmente descobre sobre a doença de Cristal. Dominique agrada a Jeff quando ela recusa uma oferta lucrativa de sua linha de moda para criar roupas mais acessíveis. Michael e Sam parecem presos em fazer negócios com o chefe da máfia, Leo Abbott. Fallon e Liam se infiltram na arrecadação de fundos do senador (disfarçados de bufê) para obter dados sobre a fraude de títulos, mas são fechados por North e sua equipe. Dom e Alexis ameaçam revelar os segredos pessoais um do outro. Adam fica animado com os resultados médicos de Cristal, embora o tratamento experimental a faça desmaiar. Liam estabelece uma reunião de beco sem saída com informantes apenas para ser violentamente sequestrado por eles. |              |                                                                                               |                     |                               |                        |                     |
| 77 | 13           | "Go Rescue Someone Else" "(Mais Alguém Precisa de Ajuda)" (BR)                                | Heather Tom         | Josh Reims e Christopher Fife | 6 de agosto de 2021    | 0.25                |
| Um funeral ao ar livre está em andamento e o número de candidatos para quem está no caixão é alto. Flashbacks revelam: Liam e Fallon mantidos como reféns por Lofflan, o chefe de gabinete do senador e líder da fraude comercial; Anders derrota os bandidos com o brio do Serviço Secreto, mas é ferido no processo; Abbott e sua equipe espancaram Michael depois que ele tentou compensar a lavagem de dinheiro por meio do La Mirage; Blake tenta pousar seu jato particular quando o piloto está incapacitado; O tumor de Cristal requer cirurgia imediata; Jeff planeja um empreendimento da Colbyco no espaço; Kirby teve uma overdose em um albergue após Oliver ser libertado. No final, é Anders quem morre - distraído pela dor e perdendo o controle de seu carro. Após seu serviço, Fallon e Sam encontram Kirby quase morta. |              |                                                                                               |                     |                               |                        |                     |
| 78 | 14           | "But I Don't Need Therapy" "(Não Precisamos de Terapia)" (BR)                                 | Brandi Bradburn     | Aubrey Villalobos Kar         | 13 de agosto de 2021   | 0.31                |
| Semanas após a morte de Anders, a aceitação é escassa. Kirby deixa o hospital em total negação, caindo do vagão quando tenta ser modelo no Designer Institute Ball. Blake é grato pela recuperação de Cristal, mas percebe que não pode construir o PrimeTime Air de forma ascendente. Adam coopta a pesquisa de Alzheimer no hospital para criar sua própria dinastia. Dominique e Jeff aconselham um ao outro em empreendimentos rebuscados (ela em promoção; ele com seu rival em tecnologia, Nolan). Michael e Sam são consumidos pela paranóia sobre as atividades criminosas de Abbott. Fallon desmorona quando ela confronta seu próprio senso de perda. Kirby finalmente visita o túmulo de seu pai e, após uma conversa sincera com o espírito de Anders, decide entrar na reabilitação e recompor sua vida. |              |                                                                                               |                     |                               |                        |                     |
| 79 | 15           | "She Lives in a Showplace Penthouse" "(Uma Cobertura para Chamar de Sua)" (BR)                | Heather Tom         | Katrina Cabrera Ortega        | 20 de agosto de 2021   | 0.28                |
| Fallon e Alexis disputam uma cobertura no exclusivo arranha-céu Solitaire, sabotando um ao outro a cada passo. Sam e Michael encenam um acidente elétrico desesperado para desacelerar Abbott. O tiro sai pela culatra quando o chefe do crime deduz o seu estratagema. Dr. Adam intervém (guiado por um senso distorcido de fraternidade) e deixa um codificador Abbott morrer no hospital, libertando os parceiros do La Mirage da multidão de uma vez por todas. Blake é aconselhado pelo fantasma de Anders a enfrentar o senador North por causa dos direitos à terra. Dominique atende à necessidade de Cristal por confiança enquanto promove a marca de moda Deveraux. Fallon abre mão da suíte quando percebe que sua mãe só quer morar lá para ficar mais perto dela e de Adam. Blake anuncia uma oferta para uma vaga no Senado da Geórgia. |              |                                                                                               |                     |                               |                        |                     |
| 80 | 16           | "The British Are Coming" "(Uma Visita de Londres)" (BR)                                       | Grant Show          | David M. Israel               | 27 de agosto de 2021   | 0.18                |
| A aclamada aclamação pela exposição de Liam não se estende aos Carringtons (incluindo sua esposa), que estão muito absortos em seus próprios esforços. Fallon busca suprimir ofertas concorrentes para a linha de Dominique e colocá-la em sua própria rede de compras. Cristal persegue centenas de assinaturas necessárias para garantir a entrada de Blake na disputa pelo Senado. Michael atende às outras críticas mundanas de Anders sobre a falta de culpa pela morte de Abbott. Alexis é perseguida em Atlanta por uma jovem loira britânica que acaba por ser sua filha secreta, Amanda, visitando para obter respostas sobre seu verdadeiro parentesco. Tudo vem à tona durante a entrevista coletiva de Blake: Fallon e Adam reagem mal ao saber de sua nova irmã; Dom mantém negócios na família; um Liam em pé ganha um prêmio de jornalismo e atenção atenciosa da atraente nova assistente de Fallon, Eva. |              |                                                                                               |                     |                               |                        |                     |
| 81 | 17           | "Stars Make You Smile" "(A Felicidade Vem das Estrelas)" (BR)                                 | Michael A. Allowitz | Jason Ganzel                  | 3 de setembro de 2021  | 0.22                |
| Amanda é uma impressionante advogada formada em Oxford, com pouca tolerância para manipulação. Blake suspeita que ele pode realmente ser seu pai biológico e enfrenta Alexis para confirmar. Jeff perde a calma durante uma entrevista de podcast em vez de admitir os contratempos na corrida espacial de ColbyCo. A sobriedade de Kirby a leva a fazer muitas reparações para o não-receptivo Adam e não o suficiente para Sam. Fallon é confrontada jogada a jogada em uma tentativa de aquisição da empresa por um provocador Collin. Michael pensa no uso de plataformas offshore para lançar os foguetes de Jeff. Amanda tem palavras escolhidas para os "pais" quando o DNA varrido revela que ela é uma Carrington. Negligenciado, Liam é atraído para mais perto de Eva - assim como Fallon é para Collin depois que ela mal consegue derrotar sua engenhosa aquisição. |              |                                                                                               |                     |                               |                        |                     |
| 82 | 18           | "A Good Marriage in Every Sense" "(Um Bom Casamento em Todos os Sentidos)" (BR)               | Elizabeth Gillies   | Bryce Schramm                 | 10 de setembro de 2021 | 0.26                |
| As relações entre irmãos testam a família. O irmão de Cristal, Beto, ressurge da América do Sul para obter ajuda para encarcerar seu pai traficante de drogas (e seduzir Sam); Blake busca o domínio de Dominique com a comunidade negra de Atlanta para promover sua candidatura ao Senado; Fallon e Adam aliam-se para explorar a claustrofobia e a suposta sujeira de Amanda para mandá-la embora. Em outro lugar, flash drives de Anders levam Kirby a um dossiê revelador sobre os Carringtons, enquanto as manobras de Eva e Colin levam os recém-casados Ridleys a dormir em quartos separados. Dom corretora acordos para Jeff e Michael para apoiar a campanha de Blake. A confissão objetiva de Amanda de ter um caso lésbico que prejudicou sua carreira com um juiz faz Fallon pedir uma trégua humilde. Beto jura vingança quando Cristal passa a comandar o cartel de Flores. |              |                                                                                               |                     |                               |                        |                     |
| 83 | 19           | "Everything Looks Wonderful, Joseph" "(Está Tudo Ótimo, Joseph)" (BR)                         | Brandon Lott        | Libby Wells                   | 17 de setembro de 2021 | 0.25                |
| O ex-marido de Dominique, Brady Lloyd, aparece em seu estúdio. Ele explica que saiu correndo anos atrás para protegê-la de seus credores e a reconquistou. Sam divulga um furo de reportagem sobre a morte de Abbott, apenas para ver o artigo reescrito como um hit no La Mirage. Adam altera um contrato que Amanda está redigindo para o Primetime Private Air, mas ela vira o jogo contra ele, juntando-se à equipe jurídica do hospital. Fallon entorpece seus problemas com comidas de maconha criando uma alucinação Capra-esque dos Carringtons se ela não tivesse ambição. Guiada por Anders, ela percebe que uma vida mais simples pode não ser tão maravilhosa. Jeff descobre que Dom e Brady nunca se divorciaram; Blake e Amanda se unem; Liam afirma que ele é o cônjuge que precisa mudar, não Fallon, então ele parte, partindo o coração dela. |              |                                                                                               |                     |                               |                        |                     |
| 84 | 20           | "You Vicious, Miserable Liar" "(Mentiras Descaradas)" (BR)                                    | Robbie Countryman   | Elaine Loh                    | 24 de setembro de 2021 | 0.30                |
| Fallon voa para Los Angeles para se encontrar com um aclamado mediador de casamento da Nova Era (trazendo Sam para retratar um ausente Liam e Kirby para distração). A iluminação chega quando ela aceita que Liam realmente precisa de um espaço longe dela. Michael manobra Blake para fazer promessas de campanha dando ajuda às comunidades que Carrington Atlantic prejudicou. Os sintomas de neurotoxina de Jeff voltam quando ele vende ativos da ColbyCo para financiar voos de Marte. Os testes para o novo medicamento de Adam estão paralisados quando Amanda encontra problemas de responsabilidade para o hospital. Cristal intervém em seu nome, alimentando mais fogo para a rivalidade dos irmãos. Eva engasga a mentira de que Liam quer o divórcio, fazendo com que Fallon fique com Colin por uma noite quente da qual ela provavelmente se arrependerá. |              |                                                                                               |                     |                               |                        |                     |
| 85 | 21           | "Affairs of State and Affairs of the Heart" "(Assuntos do Estado e do Coração)" (BR)          | Geoff Shotz         | Liz Sczudlo                   | 24 de setembro de 2021 | 0.21                |
| Adam fica em dúvida quando o Dr. Larson, autor da fórmula do medicamento que ele plagiou, volta para reivindicar a pesquisa. Colin aconselha Fallon a manter seu encontro em segredo, o que se torna difícil quando ela participa de um retiro para casais com Liam, que inclui escalada de parede com os olhos vendados e tendas da verdade. Alexis é revelado como aliado de Brady para tomar os negócios de Dominique. O tenente governador Lipnicki oferece a Blake o terreno para o campo de aviação do PPA se ele desistir da eleição. Kirby compartilha seu diário de esqueletos de Carrington com Michael. A loucura de Jeff cresce. Cristal joga com a ânsia de poder de Blake (plantando rumores de uma nomeação presidencial) para mantê-lo na corrida. Fallon pretende confessar tudo sobre Colin, mas Eva cuida para que Liam fique sabendo da aventura primeiro. Os Ridleys parecem se separar para sempre. |              |                                                                                               |                     |                               |                        |                     |
| 86 | 22           | "Filled With Manipulations and Deceptions" "(Manipulações e Enganos por Todos os Lados)" (BR) | Pascal Verschooris  | Josh Reims & Garrett Oakley   | 1 de outubro de 2021   | 0.22                |
| O "Sahara Club Shootout" enquadra vários penhascos de Carrington. Fallon consegue entender os esquemas de Eva quando Amanda ajuda a descobrir a história de perseguição e obsessão da assistente por Liam (seguida por uma briga entre o empregador e o empregado demitido). Dr. Larson tem uma vantagem até que Adam aparentemente o joga de uma varanda. Jeff sofre um surto psicótico e se enfurece atrás de Brady. Blake e Cristal restringem os esforços de Beto para impedir a corrida ao Senado, transferindo o império Flores para Atlanta. Alexis é presa pelo assassinato de Larson em um vestido vermelho de grife. Sam imita o comportamento calmo de Anders e faz uma gala impressionante para a campanha de Blake no novo clube até que Jeff, Beto e Eva apareçam sem serem convidados com armas. Um tiro é disparado. Fallon é atingida pela bala e cai nos braços de Liam. |              |                                                                                               |                     |                               |                        |                     |

## Produção

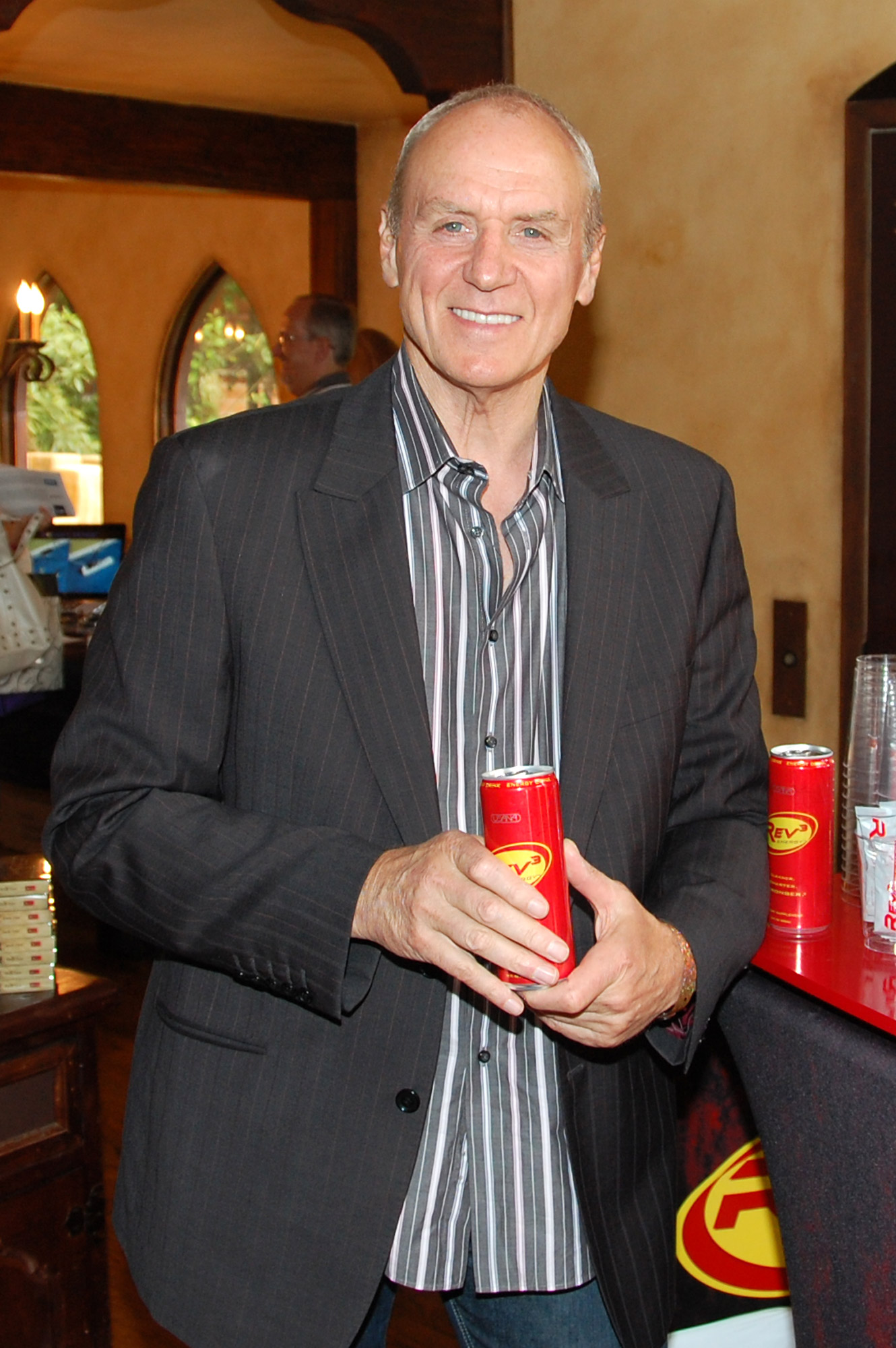
O membro do elenco original Alan Dale foi retirado da série na quarta temporada.

### Desenvolvimento
Dynasty foi renovada para a quarta temporada em 7 de janeiro de 2020.
A produção da terceira temporada foi suspensa em março de 2020 como resultado direto da pandemia COVID-19, e a filmagem de apenas 20 dos 22 episódios encomendados da temporada havia sido concluída naquela época. Mais tarde, foi confirmado que o 20º episódio da temporada, "My Hangover's Arrived", serviria como o final da terceira temporada. O showrunner Josh Reims, esperando usar versões retrabalhadas dos dois roteiros não produzidos para iniciar a quarta temporada, disse em maio de 2020 que esses episódios apresentam: o casamento de Fallon e Liam; Blake entra em uma guerra com Alexis, Jeff e Adam; o novo relacionamento de Sam com Ryan; e o retorno dos moldavos.
Foi relatado que se a produção fosse retomada no final do outono de 2020, a quarta temporada seria esperada para estrear na primavera de 2021 ou mais tarde, e o presidente da The CW, Mark Pedowitz, anunciou que todas as séries da rede estariam produzindo "nossa contagem normal de episódios" para as temporadas pós-pandemia temporada, que indica uma temporada completa de 22-24 episódios. A produção da quarta temporada começou oficialmente em 15 de outubro de 2020. Em 5 de novembro de 2020, Daniella Alonso revelou em um podcast que está grávida de seu primeiro filho. Alonso confirmou que sua gravidez na vida real não afetaria o enredo de Cristal de forma alguma, e que ela entraria em licença maternidade uma semana antes do encerramento da produção devido ao hiato de inverno.
Em 3 de fevereiro de 2021, antes da estreia da quarta temporada, The CW renovou a série para uma quinta temporada. Em 24 de fevereiro foi anunciado que a quarta temporada de Dynasty estrearia em 7 de maio de 2021.
Em 28 de abril de 2021, a Variety anunciou que Elizabeth Gillies faria sua estreia como diretora em um futuro episódio.

### Casting
Daniella Alonso, que se juntou ao elenco na temporada anterior, é a terceira atriz a interpretar a esposa de Blake, Cristal, sendo uma atriz por temporada. Em maio de 2020, Reims confirmou que ela voltaria para a quarta temporada, dizendo "Eu meio que queria fazer essa coisa - o que ainda posso fazer - em que fingimos no início da temporada que teremos outro nova Cristal. Mas eu não quero assustar Daniella. Ela é tão boa no papel, e estou muito animado por ela voltar." Em fevereiro de 2021, foi anunciada a escalação de Luke Cook como Oliver, o ex-namorado australiano de Kirby. Em maio de 2021, foi anunciado que Kaya Royster interpretaria Eva, a nova assistente de Fallon. O membro do elenco original Alan Dale foi morto no episódio "Go Rescue Someone Else" de 6 de agosto de 2021 mas o ator continua a aparecer na série como uma fantasia de outros personagens. Em agosto de 2021, Eliza Bennett se juntou ao elenco da série interpretando Amanda Carrington, a filha ilegítima de Alexis. NeNe Leakes apareceu como ela mesma no episódio "The British Are Coming" de agosto de 2021.

## Lançamento
A quarta temporada de Dynasty lançou em 7 de maio de 2021.

## Recepção

### Audiência
| №  | Título                                      | Exibição original      | Rating/share (18–49) | Audiência (em milhões) | DVR (18–49)    | Audiência em DVR (milhões) | Total (18–49)  | Audiência total (em milhões) |
| -- | ------------------------------------------- | ---------------------- | -------------------- | ---------------------- | -------------- | -------------------------- | -------------- | ---------------------------- |
| 1  | "That Unfortunate Dinner"                   | 7 de maio de 2021      | 0.1                  | 0.24                   | 0.1            | 0.16                       | 0.1            | 0.40                         |
| 2  | "Vows Are Still Sacred"                     | 14 de maio de 2021     | 0.1                  | 0.25                   | 0.0            | 0.14                       | 0.1            | 0.39                         |
| 3  | "The Aftermath"                             | 21 de maio de 2021     | 0.0                  | 0.24                   | 0.0            | 0.16                       | 0.1            | 0.40                         |
| 4  | "Everybody Loves The Carringtons"           | 28 de maio de 2021     | 0.1                  | 0.19                   | 0.0            | 0.15                       | 0.1            | 0.34                         |
| 5  | "New Hopes, New Beginnings"                 | 4 de junho de 2021     | 0.0                  | 0.23                   | 0.1            | 0.18                       | 0.1            | 0.42                         |
| 6  | "A Little Father-Daughter Chat"             | 11 de junho de 2021    | 0.1                  | 0.25                   | 0.1            | 0.23                       | 0.1            | 0.48                         |
| 7  | "The Birthday Party"                        | 18 de junho de 2021    | 0.1                  | 0.28                   | 0.1            | 0.19                       | 0.1            | 0.47                         |
| 8  | "Your Sick and Self-Serving Vendetta"       | 25 de junho de 2021    | 0.1                  | 0.23                   | 0.1            | 0.19                       | 0.1            | 0.42                         |
| 9  | "Equal Justice for the Rich"                | 2 de julho de 2021     | 0.0                  | 0.20                   | 0.1            | 0.19                       | 0.1            | 0.39                         |
| 10 | "I Hate to Spoil Your Memories"             | 16 de julho de 2021    | 0.0                  | 0.26                   | 0.1            | 0.18                       | 0.1            | 0.44                         |
| 11 | "A Public Forum for Her Lies"               | 23 de julho de 2021    | 0.1                  | 0.25                   | 0.1            | 0.18                       | 0.1            | 0.43                         |
| 12 | "Everything but Facing Reality"             | 30 de julho de 2021    | 0.0                  | 0.26                   | 0.1            | 0.20                       | 0.1            | 0.46                         |
| 13 | "Go Rescue Someone Else"                    | 6 de agosto de 2021    | 0.0                  | 0.25                   | 0.1            | 0.17                       | 0.1            | 0.41                         |
| 14 | "But I Don't Need Therapy"                  | 13 de agosto de 2021   | 0.1                  | 0.31                   | 0.1            | 0.20                       | 0.1            | 0.54                         |
| 15 | "She Lives in a Showplace Penthouse"        | 20 de agosto de 2021   | 0.0                  | 0.28                   | 0.1            | 0.16                       | 0.1            | 0.45                         |
| 16 | "The British Are Coming"                    | 27 de agosto de 2021   | 0.0                  | 0.18                   | por determinar | por determinar             | por determinar | por determinar               |
| 17 | "Stars Make You Smile"                      | 3 de setembro de 2021  | 0.0                  | 0.22                   | por determinar | por determinar             | por determinar | por determinar               |
| 18 | "A Good Marriage in Every Sense"            | 10 de setembro de 2021 | 0.1                  | 0.26                   | por determinar | por determinar             | por determinar | por determinar               |
| 19 | "Everything Looks Wonderful, Joseph"        | 17 de setembro de 2021 | 0.1                  | 0.25                   | por determinar | por determinar             | por determinar | por determinar               |
| 20 | "You Vicious, Miserable Liar"               | 24 de setembro de 2021 | 0.1                  | 0.30                   | por determinar | por determinar             | por determinar | por determinar               |
| 21 | "Affairs of State and Affairs of the Heart" | 24 de setembro de 2021 | 0.0                  | 0.21                   | por determinar | por determinar             | por determinar | por determinar               |
| 22 | "Filled With Manipulations and Deceptions"  | 1 de outubro de 2021   | 0.0                  | 0.22                   | por determinar | por determinar             | por determinar | por determinar               |